# José Vicente Mateo Navarro
José Vicente Mateo Navarro (Jumilla, Murcia, 1931 - 2001) fue un político y escritor español.

## Biografía
Escritor y trabajador bancario de formación autodidacta. Trabajó en una sucursal del Banco Hispano Americano en Madrid, pero pronto pidió el traslado a Alicante.
En 1966 fue uno de los fundadores del Club de Amigos de la UNESCO de Alicante, que presidió desde 1972 hasta 1978. También hizo una Guía de Murcia e Imagen de Alicante, con fotografías de Pere Català Roca, por encargo de José Vergés Matas, de Editorial Destino. En 1966 escribió Alacant a part, ensayo polémico analizando la posición de Alicante en la Comunidad Valenciana, que fue publicado por Ediciones de Aportación Catalana y prologado por Joan Fuster.
También fundó la Junta Democrática del País Valenciano en Alicante. Posteriormente formó parte de la Mesa de Fuerzas Políticas y Sindicales del País Valenciano en Alicante. Fue a nivel provincial el primer interlocutor ante los poderes fácticos (militares, gobernador, alcaldes) y de la Junta de oposición democrática, razón por la cual fue detenido dos veces. En las elecciones generales de 1977 fue escogido senador independiente dentro del PSOE por la provincia de Alicante. De 1977 a 1979 fue vocal de la Comisión Especial de los Derechos Humanos del Senado de España. En 1978, sin embargo, abandonó el PSOE e ingresó en el PCE. Fue candidato del PCE al Senado por Alicante en las elecciones generales de 1979, pero no fue escogido. Abandonó la política activa a pesar de que en las elecciones generales de 1986 fue candidato de Esquerra Unida del País Valenciano al Senado por Alicante, y tampoco fue escogido. Murió de una enfermedad hepática.

## Obras
- Alacant a part (Barcelona: Mediterrània,1966. Prólogo de J. Fuster); (2a. ed.: Valencia: Eliseu Climent, 1986. Prólogos de J. Fuster y de F. P. Moragón).
- Alicante aparte (Alicante: Instituto de Cultura Juan Gil-Albert, 1991. Nota preliminar del autor; prólogos de J. Fuster y F. Pérez Moragón).
- Imagen de Alicante (Alicante: Rema, 1967).
- Guía de Murcia (Barcelona: Destino, 1971).
- El Club de Amigos de la UNESCO de Alicante. Una experiencia democrática bajo el franquismo (Alicante: Los Libros Residuales, 1983).